# Sylvia Dethier
Sylvia Dethier, född 20 maj 1965, är en friidrottare från Belgien. Hon deltog vid olympiska sommarspelen 1988 och olympiska sommarspelen 1992.